# Библиотечки огранци (Сомбор)
Библиотечки огранци Градске библиотеке Карло Бијелицки у Сомбору су Народне књижнице и читаонице у селима града Сомбора: Народна књижница и читаоница Бачки Брег, Народна књижница и читаоница Колут, Народна књижница и читаоница Бездан, Народна књижница и читаоница Бачки Моноштор, Народна књижница и читаоница Гаково, Народна књижница и читаоница Риђица, Народна књижница Станишић, Народна књижница и читаоница Светозар Милетић, Народна књижница и читаоница Алекса Шантић, Народна књижница и читаоница Чонопља, Народна књижница и читаоница Кљајићево, Народна књижница и читаоница Телечка, Народна књижница и читаоница Стапар и Народна књижница и читаоница Дорослово.

## Историја
Оснивање Народних књижница и читаоница на територији бившег Народног одбора среза Сомбор, под разним називима, датира од деведесетих година XIX века. За нека насеља утврђена је година оснивања: у Стапару-Српска стапарска читаоница 1985; у Бездану-Мађарска читаоница 1900. и Српска читаоница 1924; у Станишићу-Грађанска касина 1900; у Телечки- Грађанска књижница и читаоница 1909; у Дорослову – Књижница дорословачког занатлијског удружења 1916. и Књижница сељачког газдинства 1926; у Светозару Милетићу – Занатлијска књижница и читаоница 1923.
Књижни фондови ових установа су или потпуно или већим делом уништени током Првог и Другог светског рата. Сачуване књиге ушле су у састав књижних фондова новооснованих Народних књижница и читаоница. До 1957. године сва насеља су имала Народне књижнице и читаонице.
Градска библиотека "Карло Бијелицки" је непосредно по формирању Народних књижница и читаоница 1947. године успоставила с њима везе, пружала им стручну помоћ и према могућностиам попуњавала им је књижни фонд.
На седници Скупштине општине Сомбор 17. јула 1963. године донета је одлука о интеграцији свих народних књижница и читаоница у насељеним местима са Градском библиотеком "Карло Бијелицки" у Сомбору. У Решењу о спајању библиотека на подручју Општине Сомбор стоји да се све библиотеке на подручју Општине Сомбор припајају Матичној-градској библиотеци у Сомбору. У њен састав улазе досадашње народне књижнице и читаонице у местима Алекса Шантић, Бачки Брег, Бачки Моноштор, Бездан, Гаково, Дорослово, Кљајићево, Колут, Риђица, Светозар Милетић, Станишић, Стапар, Телечка и Чонопња. Стоји дање да ће Матична-градска библиотека у Сомбору вршити административно, материјално-финасијско пословање и персоналну библиотечку службу. Припајање је текло следећим редом: 1.септембра 1963. године– народне књижнице и читаонице у Бездану, Светозар Милетићу, Станишићу, Кљајићеву и Риђици; 1. октобра – у Бачком Моноштору и Чонопљи; 1. новембра – у Бачком Брегу, Колуту, и Гакову; 1. децембра- у Стапару; 1. јануара 1964.- у Телечки и 1. октобра 1964. године – у Дорослову.

## Огранци

### Народна књижница и читаоница уБачком Брегу
По сећању старих мештана у Бачком Брегу, прва књижница и читаоница била је у саставу подружнице Бачког пољопривредног удружења где је радила пољопривредна читаоница до краја Првог светског рата. У време између два светска рата књижни фонд у Бачком Брегу имао је 500 књига. У читаоници су повремено била одржавана пољопривредна предавања стручњака из Сомбора. Она је била место састајања омладине и напредних земљорадника тог времена.
Јул 1945. године сматра се за прави почетак рада Народне књижнице и читаонице у Бачком Брегу. У извештају где се наводи датум настанка стоји и податак да Књижница има 60 чланова. Просторија је била смештена у Дому културе. Проблем рада читаонице представљали су неадекватан простор, недостатак књига и одговарајућег намештаја, што је доводило у питање опстанак библиотеке. Скупштина општине Сомбор 17. јула 1963. године изгласала је решење о спајању библиотеке са Градском библиотеком "Карло Бијелицки" у Сомбору.
У саставу Градске библиотеке у Сомбору Народна књижница и читаоница у Бачком Брегу 1. новембра 1963.године отпочела је са радом. Књижни фонд тад броји 646 књига.
Од 1. јануара 1967. године народна књижница се зове Народна књижница и читаоница "Чика Јова", направљен је нови печат који се и данас користи.
Од 1981. године Народна књижница и читаоница "Чика Јова" се налази у властитој згради која је комасацијом додељена Градској библиотеци у Сомбору.
Године 2002. зграда је у потпуности реновирана. Књижни фонд данас броји око 8.400 књига на српском и мађарском језику. Библиотека редовно добија недељни лист "Сомборске новине".

### Народна књижница и читаоницаКолут
Народна књижница и читаоница, у оквиру Културно просветног друштва "Владимир Назор" основана је 1946. године. Била је снабдевена фондом од 638 књига. С обзиром на то да је било тешко наћи лице које би било заинтересовало за њен рад и развој, чешће пута се отварала и затварала. Народна књижница и читаоница у Колуту ради у континуитету од 1963. године, када је књижни фонд бројао око 2.500 наслова. Од тада фонд је растао различитим интензитетом у зависности од финансијских прилика.
Читаоница данас располаже са око 8.000 књига. У њему су заступљене књиге за све чланове од предшколског узраста, преко основаца и средњошколаца, до одраслих. Библиотека редовно добија недељни лист "Сомборске новине".
Народна књижница и читаоница је тренутно смештена у згради Месне заједнице Колут.

### Народна књижница и читаоницаБездан
Од 1865. године у Бездану је постојала и радила мађарска читаоница, а од 1924. године и српска читаоница.
Радила је до јесени 1944. године када је књижни фонд имао 6.000 књига. За време рата њен рад је имао претежно клубски карактер. У јесен 1944. године књижни фонд је уништен. Касније, 1946. основана је Народна књижница и читаоница, која ради у оквиру Културно-просветног друштва. Крајем 1954.године Књижница се осамосталила. Од 1955. до 1960. године Књижница је просечно годишње имала 160-170 чланова, а фонд је бројао око 2.400 књига.
Године 1963. интегрише се са сомборском библиотеком "Карло Бијелицки". Бездански грађанин Јакаб Келц 1967. године поклонио је књижници своју библиотеку са 4.383 књиге, која се као легат води у посебној књизи инвентара.
Данас фонд броји око 19.800 књига, на српском и мађарском језику. У структури књижног фонда већином је заступљена белетристика, сем стручних књига, лексикона, енциклопедија, дечјих књига и школске лектире. Библиотека редовно добија недељни лист "Сомборске новине".
Књижница је смештена у просторијама Културно-просветне заједнице Бездан.

### Народна књижница и читаоницаБачки Моноштор
Најранији сачувани трагови читалачког живота у Бачком Моноштору су везани за библиотеку Омладинског друштва из 1891. До Првог светског рата постојала је учитељска књижница, основана 1894. године заузимањем управитеља школе, Калмана Губице, археолога-аматера и писца више радова из завичајне археологије и етнографије. По стварању нове, југословенске државе, жупник др Паја Видаковић и угледни мештани окупљају читаоце у шокачкој читаоници, чији је фонд уништен доласком мађарских окупатора. Између два рата своје књижнице имају "Јадранска стража" (1925), Дом занатлијске омладине (1928), Немачко културно-просветно друштво (Културбунд), Соколско друштво. Године 1931. основана је Југословенска читаоница.
После рата, већ 1947. године, Месни народни одбор основао је књижницу и читаоницу. Године 1955. књижница је са 936 дела, чланова је 170 а њоме руководи Ђорђе Луковић, учитељ. Године 1957. број чланова се повећао на 350. Општина дотира набавку нових књига. У годинама које следе расте књижни фонд као и број чланова. Књижница је 17. јула 1963. припојена Градској библиотеци у Сомбору, и од тада делује као њен стационирани огранак.
Књижница данас поседује у свом фонду око 9.400 књига. Библиотека повремено добија часописе "Мирољуб", лист ХКУД-a "Владимир Назор" из Сомбора, и "Тандрчак", дечији лист на буњевачком језику, као и недељни лист "Сомборске новине".
Библиотека је смештена у приземљу Дома културе.

### Народна књижница и читаоницаГаково
У наводу у среском списку 1951. године упућеном књижарском предузећу у Загребу постоји податак да је у Гакову постојала засебна сеоска библиотека.
У периоду који следи истиче се иницијатива Културно уметничког друштва "Лаза Костић" у Гакову на отварању читаонице. Књижница са читаоницом је основана у септембру 1958. године на иницијативу Милана Грбе службеника, Радисава Нелића учитеља и Вељка Пејовића директора основне школе. Оснивачка скупштина Народне књижнице одржана је 14. септембра 1958. године. Присутно је 45 грађана. Приликом оснивања у књижницу је учлањено 143 члана.
Године 1963. зграда библиотеке је изгорела и у њој сав књижни фонд. На интервенцију Градске библиотеке "Карло Бијелицки" у Сомбору отпочело се на њеном поновном оснивању.
Након вишемесечних припрема библиотека у Гакову отпочела је са радом 1. октобра 1963. године као огранак Градске библиотеке у Сомбору. Током година мењала се њена адреса и просторије где је била смештена.
Данас се библиотека налази на Главној улици у згради где су смештене канцеларије Месне Заједнице. Књижница поседује око 7.000 књига. Библиотека редовно добија недељни лист "Сомборске новине".

### Народна књижница и читаоницаРиђица
Првих година 20. века у Риђици су постојале касина и Грађанска читаоница, где су се окупљали ученији људи. Ближих података о њеном раду нема. Претпоставља се да је била у Немачком дому и да су је посећивали углавном Немци.
Измеду два рата у Риђици нема ни библиотеке, ни читаонице. По ослобођењу формирани су књижни фондови у више организација (школа, задруга, друштвене организације и књижница којом је руководио Месни Културно-просветни савет)
Године 1947. основана је Народна књижница и читаоница у Риђици. До 1958. године о њеном раду се бринуло Културно-просветно друштво. Након тога прелази на буџет Општине Станишић у чијем саставу је тада била Риђица. Књижничари су у прво време били волонтери, махом просветни радници, да би касније библиотечког манипуланта плаћали хонорарно.
Од 1. септембра 1963. године књижница ради у саставу Градске библиотеке "Карло Бијелицки" Сомбор. Народна књижница и читаоница се више пута селила. Дуги низ година је била смештена у Дому културе а данас се налази у просторијама Основне школе "Петар Кочић".
Од припајања Градској библиотеци књижница ради пуно радно време. Осамдесетих година књижничар је део радног времена проводио у школској библиотеци, да би се након адаптације Дома културе школска библиотека припојила Народној књижници.
Књижница данас има фонд од око 8.900 књига, од којих је око 3.000 књига из школске библиотеке. Народна књижница сваке године добија нове примерке књига за децу и одрасле, а у последње време куповином књига скромно помаже и Месна заједница Риђица. Библиотека редовно добија недељни лист "Сомборске новине".

### Народна књижницаСтанишић
Први подаци о библиотеци у Станишићу датирају из 1900. године када је основана Грађанска читаоница. О њој се зна мало јер архива није сачувана.
После Другог светског рата, 1947. године у Станишићу се оснивају две библиотеке: књижница Месног културно-просветног савета и књижница Уједињеног савеза антифашистичке омладине Војводине (УСАОВ). Обе су имале по осамдесетак књига.
Године 1949. почиње са радом Народна књижница, која од 1. јануара 1951. ради као среска библиотека, а 1962. прераста у матичну библиотеку (за огранке у Гакову, Риђици и Растини). Првих десет година књижница није имала евиденцију својих чланова, већ су књиге могли да узимају сви мештани без плаћања чланарине. Фонд се постепено увећавао и у 1959. године износи 2.656 књига, а исте године уводи се евиденција чланова Књижнице и те године уписаних је 378 чланова, 142 одраслих и 236 ученика. Године 1961. 30. јануара књижница је регистрована као установа са самосталним финансирањем, са службеним називом "Матична библиотека Вељко Петровић".
Године 1963. припаја се Градској библиотеци у Сомбору.
Библиотека је данас смештена у Дому културе "Доситеј" и поседује око 14.000 књига, углавном белетристике и стручне литературе. Сем књига на српском заступљен је и богат фонд на мађарском језику. Читаоница редовно добија недељни лист "Сомборске новине".

### Народна књижница и читаоницаСветозар Милетић
Основана 1923. године од занатлија и пензионера, са седиштем у кафани, прва милетићка књижница је већ након неколико година престала са радом, да би 1946. године била обновљена у оквиру Културно-уметничког друштва "Братство и јединство". На свом другом почетку поседовала је 1.240 публикација.
Залагањем месних ентузијаста јануара 1950. године оснива се нова књижница као самостална културна установа, са књижним фондом издвојеним из Културно-уметничког друштва.
Већ 1956. године, када је подигнута зграда књижнице, располаже са 5.340 дела. Као најуспешнија Народна књижница у Сомборском срезу награђена је годину раније од Савета за културу Народне Републике Србије са 1.000 књига.
Књижница је самостално радила до 31. августа 1963. године, када је припојена Градској библиотеци "Карло Бијелицки" у Сомбору. Одржао се обичај да се књиге путем књигоносца доносе читаоцима на кућни праг. До 1963. године радили су два књижничара и један библиотечки манипулант (помоћни књижничар). Књижничари су радили на обради библиотечког материјала и са читаоцима, а библиотечки манипулант је био дежуран у читаоници и познавајући књиговезачки занат коричио оштећене књиге.
Првих година рада књижнице књиге су инвентарисане, каталогизоване и сигниране по нумерус куренсу. Године 1955. прерађен је цео књижни фонд по индексу Универзална децимална класификација. Постоје ауторски и стручни каталози књижног фонда.
Данас Народна књижница и читаоница у Светозар Милетићу поседује око 16.000 књига на српском и мађарском језику. Корисници имају на располагању недељни лист "Сомборске новине", као и буњевачке новине "Тандрчак" и "Буцко".

### Народна књижница и читаоницаАлекса Шантић
Залагањем Васе Пејака службеника Земљорадничке задруге и Милана Матковића земљорадника, 2. фебруара 1953. године основана је Народна књижница и читаоница са 183 књиге. До 1958. године била је смештена у приватној кући, а од тада се налази у просторији Месне канцеларије. Фонд чини 436 књига и од почетка је самостална установа.
Данас је Народна књижница и читаоница смештена у просторијама зграде предшколске установе.
Библиотека данас располаже фондом од око 4.500 књига на српском и мађарском језику и својим корисницима у простору читаонице нуди на читање недељни лист "Сомборске новине".

### Народна књижница и читаоницаЧонопља
Прва библиотека у Чонопљи основана је 1906. године, и била је опремљена са 627 књига штампаних на мађарском језику. Од тога броја 527 књига подељених у четири групе припадало је омладинској библиотеци. На жалост, током Првог светског рата многе књиге су разнесене и изгубљене.
Другу библиотеку са читаоницом је крајем децембра 1920. године основао Илија Џинић, који је 1919. године дошао у Чонопљу као учитељ. Библиотека је била основана под именом "Буњевачка читаоница - касина" и у почетку је имала око 350 књига. И поред скромног фонда, читаоница је била смештена у просторијама Задружног дома и од тада се број књига постепено почео увећавати. Од 1963. године библиотека постоји као огранак Народне библиотеке "Карло Бијелицки" у Сомбору.
У пролеће 1984. године библиотека се сели у новосаграђени наменски објекат чија површина износи 150 квадратних метара.
Богат књижни фонд чони 14.500 књига на српском и мађарском језику. Читаоница редовно добија недељни лист "Сомборске новине".

### Народна књижница и читаоницаКљајићево
После ослобођења у Кљајићеву формирани су књижни фондови у више организација: у сељачким радним задругама, у земљорадничкој задрузи и појединим друштвеним организацијама. То су били мали књижни фондови политичке и пољопривредне литературе, законских прописа, нешто белетристике и слично. Књижни фонд је имао и Месни-културно-просветни савез.
Захваљујући првомајском такмичењу у разним дисциплинама две културно просветне заједнице, Кљајићево и Пригревица, 26. априла 1947. године, настала је Народна Књижница и читаоница Кљајићево, као једна од секција друштва.
Најзаслужнији за оснивање Књижнице у Кљајићеву је Ђорђе Мушицки, управитељ школе у Кљајићеву, човек широке културе и образовања. Када је основана, Књижница је имала 112 књига и 16 чланова. Од оснивања па до почетка 1957. године, Књижница се финансирала прко Културно-просветног друштва "Бранко Радичевић" у Кљајићеву у чијем је саставу радила.
У 1956. години учињен је покушај да се Књижница у Кљајићеву издвоји из састава Друштва и настави рад као самостална установа. Најзаслужнији за њено осамостаљивање био је књижничар Немања Божин. Године 1957. 8. априла на Оснивачкој скупштини формирана је Народна књижница и читаоница у Кљајићеву као самостална институција.
Народна књожница и читаоница у Кљајићеву је 1. септембра 1963.године наставила рад у саставу Градске библиотеке у Сомбору.
За почетак рада Књижнице 1947.године био је обезбеђен фонд од 112 књига, а крајем 1983. Народна књижница и читаоница је имала 9.430 књига или 1,61 књигу по становнику. Данас Народна књижница и читаоница у Кљајићеву има око 11.200 књига. Библиотека редовно добија недељни лист "Сомборске новине".
Када је основана Књижница је била смештена у школску зграду. Сељена је неколико пута а сада се налази у самом центру села на адреси Иве Лоле Рибара 49.

### Народна књижница и читаоницаТелечка
Познато је да је у Телечки већ око 1900. године постојала Грађанска књижница и читаоница са доста богатим књижним фондом., као и да је радила између два рата. Културно просветно друштво "Шандор Петефи" је 1949. године је основао као секцију Народну књижницу и књижни фонд тада броји 360 књига. У периоду који следи дошло је до смањења фонда. 1. јануара 1964. Народна књижница и читаоница улази у састав Градске библиотеке "Карло Бијелицки".
Данас књижни фонд броји од око 11.000 наслова прилагођен националном саставу становништва. Састоји се углавном од књига на мађарском језику и пружа могућност задовољавања читалачких интересовања. Ту се налазе књиге за најмлађе, стручна и научна литература, као и дела из светске књижевности. Библиотека посебно води рачуна о томе да ђацима обезбеди лектиру. У читаоницу редовно стиже недељни лист "Сомборске новине".
Стационирани библиотечки огранак у Телечкој смештен је на првом спрату Дома културе у самом центру села.

### Народна књижница и читаоницаСтапар
Од 1. децембра 1963. године постоји као стационирани огранак Градске библиотеке у Сомбору. Први писани траг о организованом читалацком животу у селу потиче из 1873. када је основана Српска читаоница. Једва изнедрен, живот читаонице ће се угасити већ 1876, да би се тек 1895. обновио и поново замро избијањем Првог светског рата, 1914. године. И у времену између светских ратова читаоница ће остати значајно прибежиште младих Стапараца.
Прву библиотеку у селу основала је 1919. Српска стапарска омладина, и пред Други светски рат њен књижни фонд је поседовао 2.864 свеске. После ослобођења, оснивањем Културно-уметничког друштва „Напредак“ 1947. године, оживљава библиотечка секција, али је њен рад до припајања Сомборској библиотеци био ометан највише материјалним препрекама.
Године 1983. из новчане оставине Стапаркиње Смиљке Куруцић-Генгелацки, поштанске чиновнице у Новом Саду, настао је легат са њеним именом који броји 990 монографских јединица, међу којима се издваја богата референсна збирка.
Данас стапарска књижница и читаоница поседује око 12.500 књига. Библиотека редовно добија недељни лист "Сомборске новине".

### Народна књижница и читаоницаДорослово
Сачувани подаци о акцији за оснивање књижнице дорословачког занатлијског удружења говоре да је почела 1916. године и да је радила до Другог светског рата. Поред те постојала је и Књижница сељачког газдинства која је основана 1926.године. Залагањем Ковач Јаноша зидара, у оквиру Културно просветног друштва "Мориц Жигмонд" 1948. године основана је књижница. Књижни фонд од око 500 књига формиран је избором из сачуваних фондова поменутих књижница.
Библиотека у Дорослову од 1. октобра 1964. године постоји као огранак сомборске Градске библиотеке, за који није била одређена посебна зграда него је усељена у зграду Месне заједнице.
При оснивању библиотека је имала близу 1.000 књига и 191 члана. Како је Дорослово вишенационална средина набављане су књиге на мађарском и српском језику.
Књижница се налази у самом центру села. Састоји се из две просторије. Мања просторија се користи као канцеларија и магацин за смештај књига. Друга просторија се користи као читаоница, опремљена са четири читалачка и два радна стола и има 30 читалачких места. Укупан број књига данас је око 8.300 на српском и мађарском језику. Читаоница редовно добија недељни лист "Сомборске новине".